# 홍이삭
홍이삭(1988년 5월 12일~)은 대한민국의 가수다. 2014년 [봄아]로 데뷔했다.

## 방송
- 슈퍼밴드 (2019.04.12~2019.07.12) - Top4(4위)
- 싱어게인3 (2023.10.26~2024.01.18) - 우승
- 아는형님 (2024.02.17)- 싱어게인 3 TOP 7편
- 톡파원25시 (2024.03.04)- 게스트
- 한문철의 블랙박스 리뷰 (2024.03.05) - 게스트
- 유명가수와 길거리 심사단 (2024.03.06~2024.05.15)

## 영화
- 다시 만난 날들 (2020) - 주연 태일 역, 음악감독

## 수상
- 제24회 유재하 음악경연대회 동상, 동문회상 (2013)
- 2024년 싱어게인 3 - 무명가수전 우승
- 2024년 유니버셜 슈퍼스타 어워즈 유니버셜 인디 아이콘 상
- 2024 올해의 브랜드대상 남성보컬 부문